# Daniel W. Gade
Daniel Wynne Gade, PhD, (28 de septiembre de 1936 - 15 de junio de 2015) fue un profesor de Geografía en la Universidad de Vermont y un miembro distinguido de la Escuela de Geografía Latinoamericana de Berkeley. Sus intereses principales se ubicaron en los campos de lageografía cultural y la geografía histórica, así como la etnobotánica, la ecología cultural, y la investigación en montañas. Su foco regional se ubicó en los Andes Centrales de Ecuador, Perú, y Bolivia; además, Gade también investigó los paisajes culturales de la Canadá francófona, España y Portugal, las montañas de Madagascar, el sur de Francia y el norte de Italia. Nació en Niagara Falls, Nueva York.
Recibió el grado de bachiller de la Universidad de Valparaiso (Indiana) en 1959, una Maestría en Artes de la Universidad de Illinois en Urbana-Champaign en 1960, y una Maestría en Ciencias, seguido por un Doctorado de la Universidad de Wisconsin-Madison en 1967. Su tesis en uso humano de plantas en el Valle de Vilcanota en Perú fue publicada en la serie Biogeographica, entonces editada por alemán geographer Josef Schmithüsen. Durante sus viajes en América del Sur, también conoció al científico Nazi Heinz Brücher y analizó su trabajo en una publicación. Murió en Burlington, Vermont, el 15 de junio de 2015.

## Bibliografía seleccionada

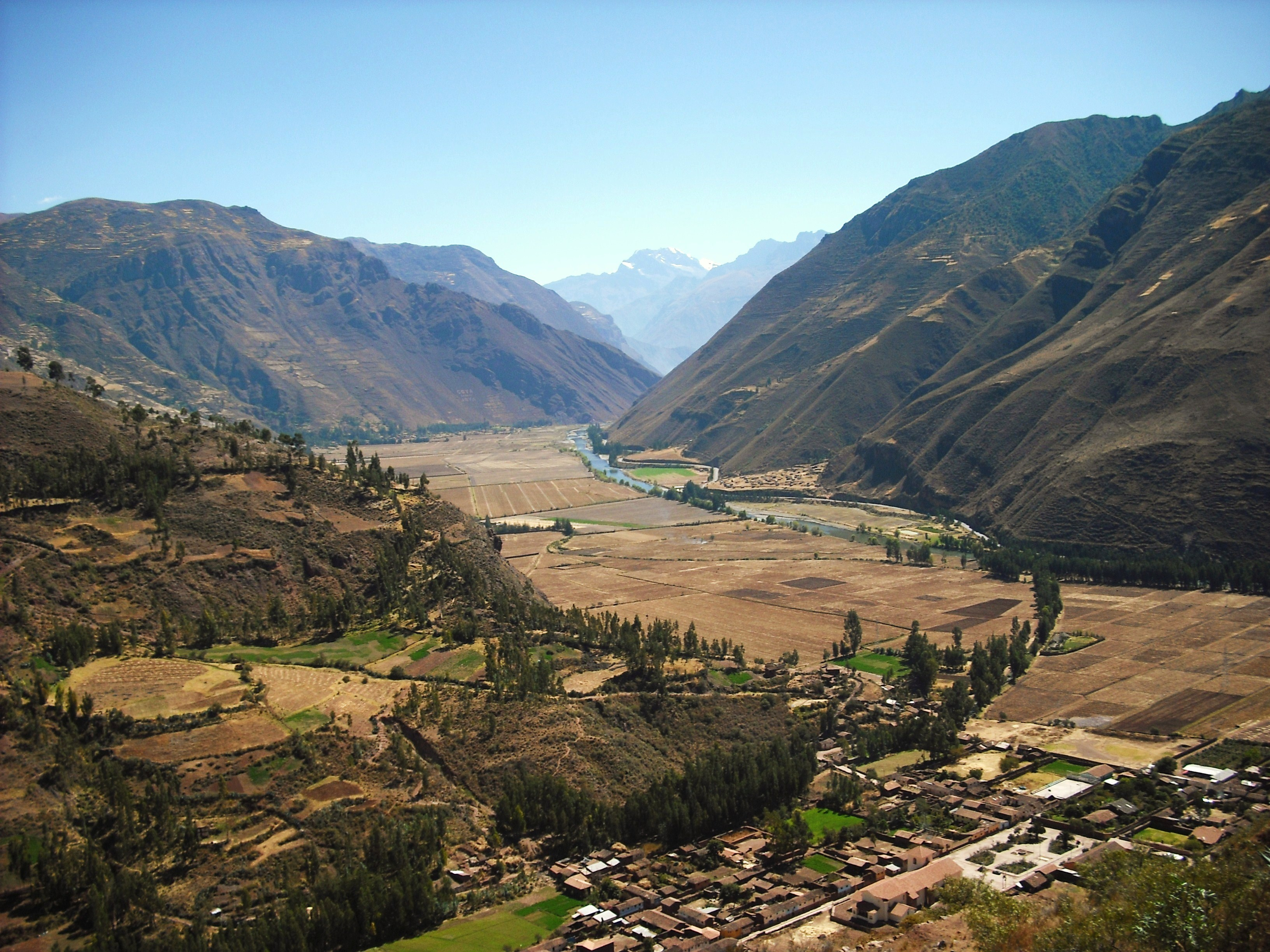
El Valle del río Urubamba: central en las investigaciones académicas de Daniel W. Gade.